# Manorville, New York
Manorville är en census-designated place i Suffolk County i delstaten New York. Vid 2010 års folkräkning hade Manorville 14 314 invånare.